# Daphnis protrudens
Espèce
Daphnis protrudens est une espèce de lépidoptère appartenant à la famille des Sphingidae, à la sous-famille des Macroglossinae, et au genre Daphnis.

## Description
L'envergure est d'environ 100 mm. Les adultes ont des ailes avec un motif complexe vert olive à brun pâle et des zones plus foncées. Il y a une tache  brun foncé bordée de blanc en travers du premier segment abdominal. Le papillon se distingue de toutes les autres espèces de Daphnis par la bande marginale de couleur brun chocolat foncé tirant sur le violet au revers de l'aile antérieure. La face dorsale de l'aile antérieure a un bord proximal médian brun qui n'est pas nettement défini.

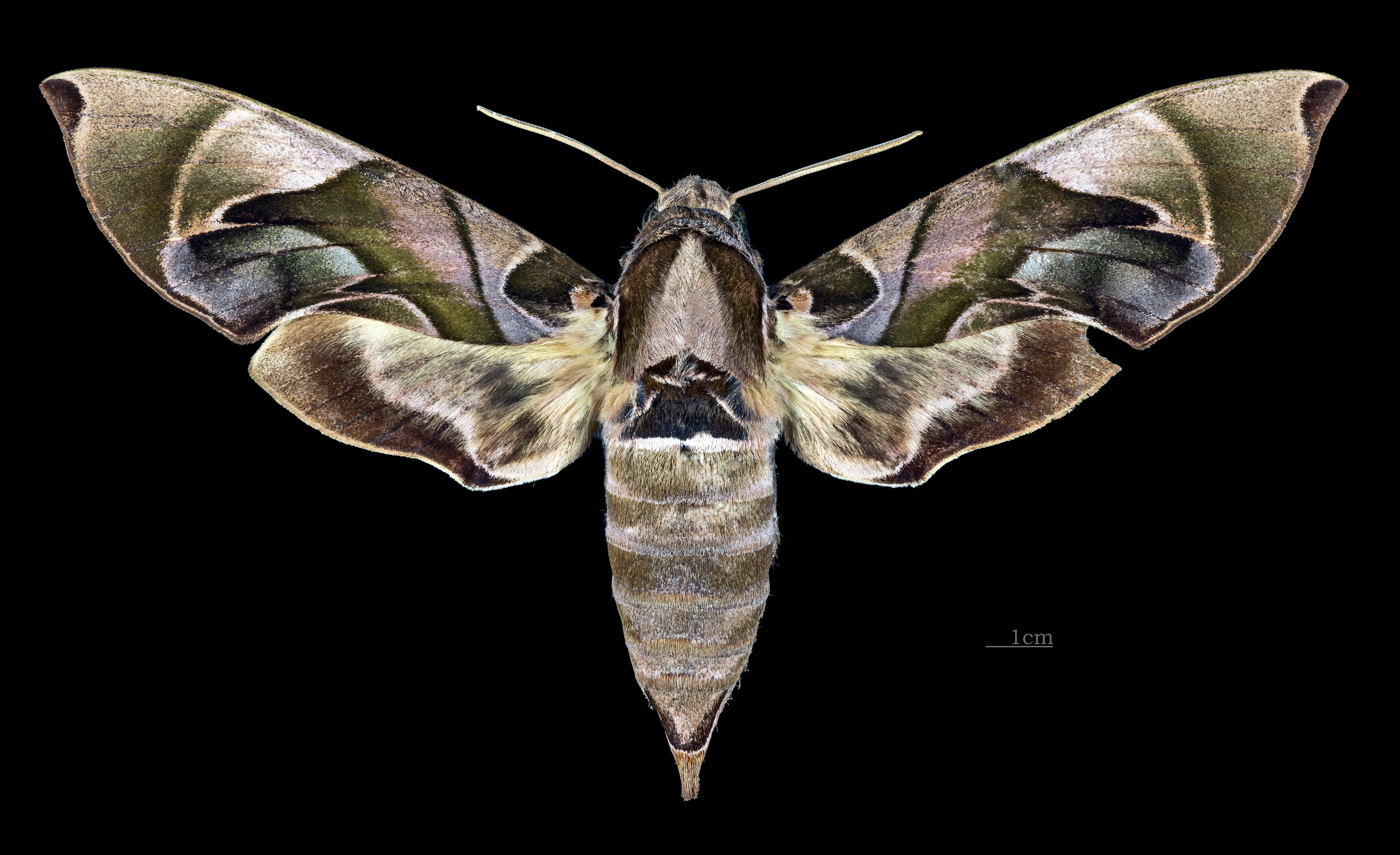
Face dorsale de la femelle (coll.MHNT)
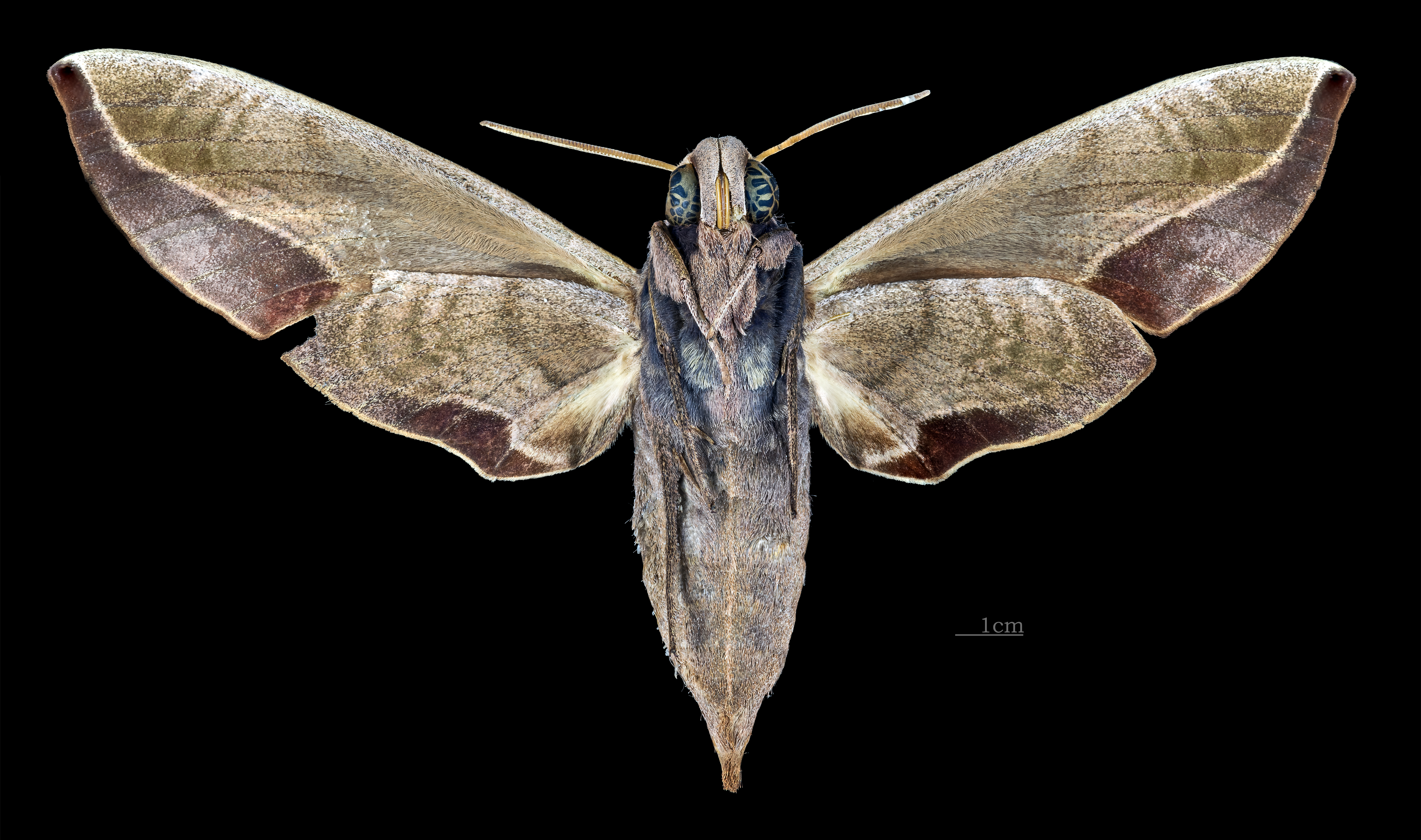
Revers de la femelle (coll.MHNT)

## Répartition et habitat
Répartition
L'espèce est connue en Indonésie (y compris les Moluques), la Papouasie-Nouvelle-Guinée et la moitié nord de l'Australie.

## Biologie
Les chenilles se nourrissent sur Timonius timon.

## Systématique
- L'espèce Daphnis protrudens a été décrite par l'entomologiste autrichien Rudolf Felder en 1874.

### Synonymie
- Daphnis neriastri Boisduval, 1875

### Liste des sous-espèces
- Daphnis protrudens protrudens
- Daphnis protrudens lecourti Cadiou, 1997 (Sulawesi)